# Angola
Angola (uitspraak: [ɑŋˈɣola]), officieel de Republiek Angola (Portugees: República de Angola), is een land in Zuidwest-Afrika. Het wordt in het zuiden begrensd door Namibië, in het noorden door Congo-Kinshasa, Zambia in het oosten en in het westen grenst het aan de Atlantische Oceaan. De hoofdstad is Luanda waar circa een derde van de bevolking woont. De Angolese exclave Cabinda ligt in het noorden tussen Congo-Kinshasa en Congo-Brazzaville aan de Atlantische Oceaan. Op 16 mei 2014 werd een volkstelling gehouden. Angola telde op dat moment 25,8 miljoen inwoners.
De Portugezen waren aanwezig in enkele (meestal aan de kust gelegen) plaatsen van het territorium wat nu Angola is, van de 16e tot de 19e eeuw, op verschillende manier contact hebbende met de bevolking. In de 19e eeuw begonnen ze zich langzaamaan in het binnenland te vestigen. Angola was, als een Portugese kolonie dat het huidige gebied omvatte, niet gesticht voor het einde van de 19e eeuw, en 'efficiënte bezetting', zoals geëist door de Conferentie van Berlijn (1884), werd slechts behaald in de jaren 1920. Onafhankelijkheid werd bereikt in 1975, na een lange onafhankelijkheidsstrijd. Daarna moest Angola een lange burgeroorlog van 1975 tot 2002 meemaken. Het land heeft grote hoeveelheden aan reserves van mineralen en aardolie, en voornamelijk hiermee behaalde de economie een groei in de dubbele cijfers gedurende het eerste decennium van de 21e eeuw. Ondanks dit blijven levensstandaarden laag; de levensverwachting en kindersterftecijfers van Angola behoren tot de slechtste in de wereld. Het programma van 'Nationale Reconstructie' van de regering moet hier nog verbetering in aanbrengen.

## Geschiedenis
De geschiedenis van Angola kan worden verdeeld in verschillende perioden. Het huidige Angola bestaat pas sinds de verovering van het binnenland door de Portugezen aan het begin van de 20e eeuw als één politieke eenheid en sinds 1975 als onafhankelijke staat. De naam Angola is daarbij afgeleid van de titel Ngola van de heersers van het voormalige koninkrijk Ndongo. Later werd deze naam gebruikt voor de Portugese kolonie waaruit het huidige Angola is ontstaan is. Daarvoor hadden de verschillende volken die Angola bewonen, zoals de Bakongo, Akwambundu en de Ovimbundu, hun eigen geschiedenis, cultuur/taal en godsdiensten. Deze verschillen spelen echter in het huidige Angola nog steeds een belangrijke rol.

### Vroege geschiedenis
In de 15e eeuw bestonden in het gebied van het huidige Angola verschillende koninkrijken en stamgebieden, waaronder Kongo, Ndonga en Lunda. In 1483 werd Kongo door de Portugese ontdekkingsreiziger Diogo Cão ontdekt. Vanaf dat moment dreven de Portugezen handel met de Bakongo en Akwambundu, maar spoedig werd er ook door de Portugezen in Luanda een buitenpost ingesteld die zich vooral bezighield met de handel in slaven. Later werd een tweede buitenpost ingesteld in Benguela, voor de handel met de Ovimbundu. In de loop der eeuwen zijn er ongeveer 4 miljoen Angolezen als slaven verhandeld en naar met name Brazilië verscheept. In 1858 werd door de Portugese regering de slavenhandel afgeschaft, maar de Angolezen die als contractarbeider bij de Portugezen in dienst waren, leden een bestaan dat niet veel afweek van de slaven.

### Koloniale periode
In de 19e eeuw werd Angola formeel een Portugese kolonie onder de naam Portugees West-Afrika. Hoewel het moederland, Portugal, in 1910 een liberale republiek werd, veranderde er niets aan de koloniale situatie in Angola. In 1928 kwam António de Oliveira Salazar in Portugal aan de macht. Sindsdien was het officiële beleid van de Portugese regering massale emigratie van Portugese boeren en ondernemers naar Angola om de blanke aanwezigheid aldaar te versterken. In 1912 werd de Lliga Nacional Africana, een nationale Angolese beweging, opgericht.

### Bevrijdingsbewegingen
Na de Tweede Wereldoorlog werd Angola een overzees gebiedsdeel en een Angolese afgevaardigde werd naar Lissabon gezonden naar de Kamer van Afgevaardigden. Onvrede over de situatie nam in de jaren vijftig toe en in 1956 werd de MPLA (Volksbeweging voor de Bevrijding van Angola) opgericht. De MPLA trachtte aanvankelijk via vreedzame weg de onafhankelijkheid van Angola te bereiken, maar in de jaren zestig greep men toch naar de wapens. De voorzitter van de MPLA, Agostinho Neto, werd later de eerste president van een onafhankelijk Angola. Naast de MPLA werd in 1962 de FNLA (Nationaal Bevrijdingsfront voor Angola) opgericht.
In 1966 stapte Jonas Savimbi, een Ocimbundu, tot dan toe een vooraanstaand FNLA-lid, uit de FNLA uit onvrede over de dominante rol van Bakongo en richtte de door Ovimbundu beheerste Unita (Nationale Unie voor de Totale Onafhankelijkheid van Angola) op.
Een vierde, kleine bevrijdingsbeweging, was de Frente para a Libertação do Enclave de Cabinda (Front voor de Bevrijding van Cabinda).
Begin jaren zeventig waren de MPLA en de FNLA veruit de grootste bevrijdingsbewegingen. Waren de andere Afrikaanse staten inmiddels onafhankelijk, de Portugese regering dacht er niet aan om haar koloniën in Afrika (Angola, Guinee-Bissau, Mozambique en Kaapverdië) op te geven. De 'Anjerrevolutie' in Portugal bracht in 1974 echter een nieuwe regering aan de macht die wél een voorstander was van onafhankelijkheid van de koloniën. In januari 1975 kwamen de Portugese regering, de Unita, de MPLA en de FNLA bijeen in de Portugese stad Alvor. In november 1975 beloofde Portugal de soevereiniteit over te dragen aan de Angolezen, maar dit akkoord bleef een dode letter. De verzetsbewegingen begonnen elkaar aan te vallen en alle drie probeerden ze zo snel mogelijk de Angolese hoofdstad Luanda te bereiken.

### Onafhankelijkheid
Uiteindelijk bereikte de MPLA Luanda als eerste en op 11 november 1975 droegen de Portugezen de macht over aan de MPLA. MPLA-voorzitter dr. Agostinho Neto werd president en Lopo de Nascismento werd premier. De MPLA regering riep de Volksrepubliek Angola uit en het land werd een eenpartijstaat met de MPLA-Partij van de Arbeid als enige toegestane partij.
De UNITA (União para a independência total de Angola) en de FNLA vormden in 1975 een tegenregering (Democratische Volksrepubliek Angola), met Jonas Savimbi en Holden Roberto als presidenten. In 1976 verdween de FNLA van het toneel en werd de UNITA de dominerende verzetsbeweging tegen de MPLA-regering.
De UNITA wist ondanks steun van Zuid-Afrika geen overwinning te behalen op de MPLA. In mei 1978 trok het Zuid-Afrikaanse leger daarom Angola binnen. Daarmee begon de Zuid-Afrikaanse Grensoorlog. Omdat de MPLA geholpen werd door Cuba en in mindere mate ook de Sovjet-Unie werd het een slepend conflict. In 1988 werd er na Amerikaanse bemiddeling vrede gesloten tussen Zuid-Afrika en Angola. Dit maakte echter geen einde aan de burgeroorlog tussen UNITA en de MPLA.

## Geografie

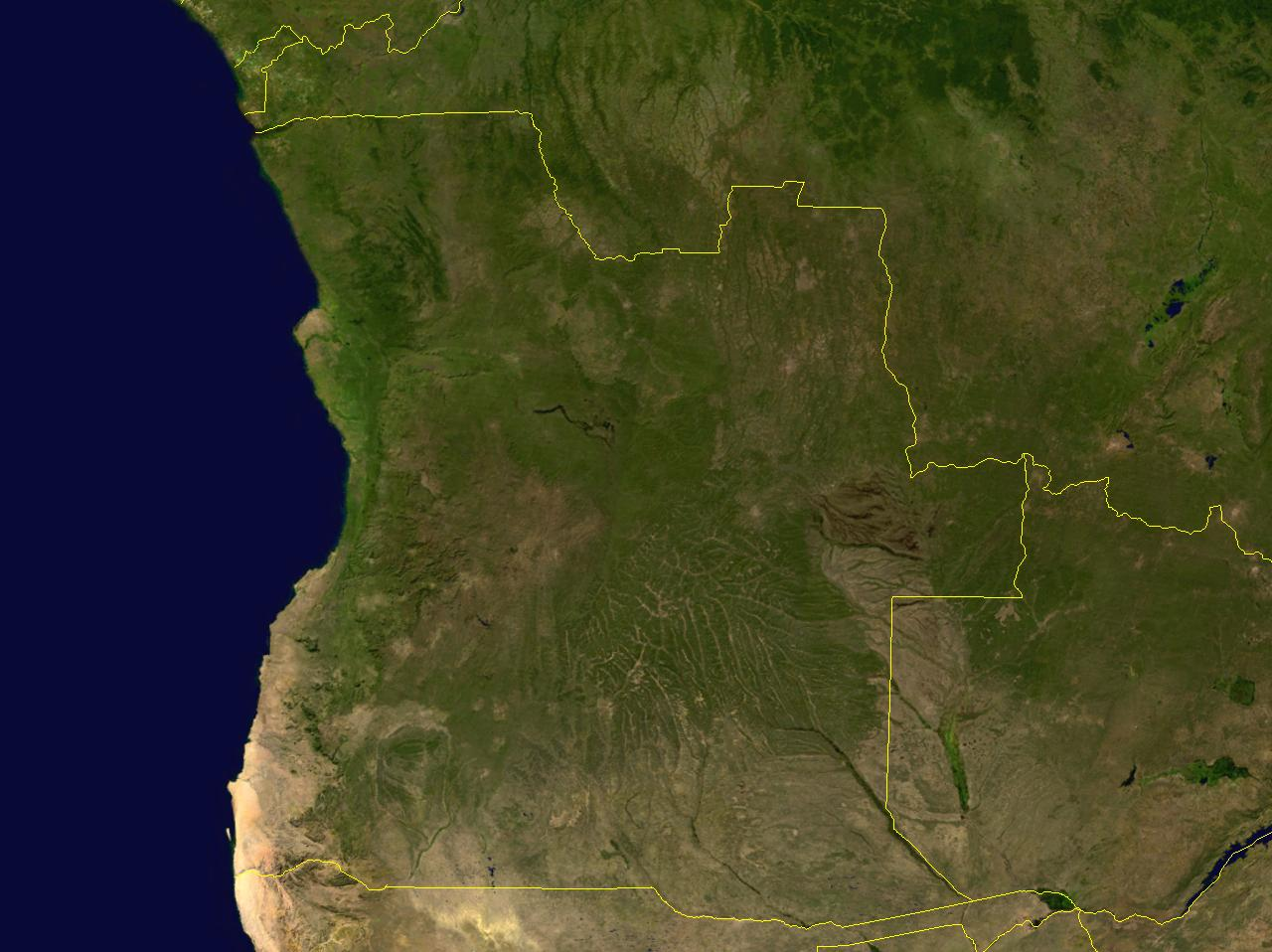
Satellietfoto Angola

Angola heeft een grofweg vierkante vorm en is op zijn breedste punt circa 1300 km breed. De oppervlakte van het land is circa 1.250.000 km². Angola heeft een exclave, Cabinda, die zich bevindt aan de Atlantische kust iets ten noorden van de grens tussen de rest van Angola en Congo-Kinshasa. Angola heeft een kustlijn van 1625 km; de landgrenzen hebben opgeteld een lengte van ongeveer 4800 km.
Het Biéplateau, dat het centrale gebied van het land vormt, heeft een gemiddelde hoogte van 1830 m. Het vormt zich als een abrupte verhoging uit het kustlaagland. De onregelmatige topografie van de hoogvlakte heeft in de vorming van talrijke wildwaterstromen en watervallen geresulteerd, die voor de productie van waterkrachtenergie worden gebruikt. De belangrijkste rivieren van het land zijn Cuanza (Kwanza) en Kunene (Cunene).
Het landschap van Angola wordt gekenmerkt door savannes en grasland. In het noordoosten zijn daarentegen dicht beboste valleien te vinden, die voor hun hardhout worden gebruikt, en aan de smalle kuststrook zijn gecultiveerde palmbomen aangeplant. Vroeger waren er grote regenwouden in het land, maar die zijn grotendeels verdwenen als gevolg van de bewerking van het land voor de landbouw.

### Natuur
Net als in andere Afrikaanse landen met veel savannes kwamen in Angola diverse wilde dieren voor, waaronder de olifant, neushoorn, giraffe, gnoe, zebra, buffel en verschillende soorten primaten, vogels, reptielen en insecten. De grotere van deze dieren zijn echter veelal tijdens de burgeroorlog afgeschoten. Er zijn 13 nationale parken in het land.

## Klimaat

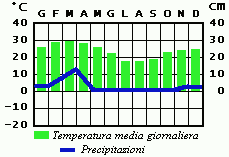
Klimaatdiagram Angola
Groen: temperatuur en Blauw: neerslag

Angola heeft een tropisch klimaat, met een duidelijk te onderscheiden droog en nat seizoen. Er valt over het algemeen weinig regen in het zuiden en langs de noordkust (rond Luanda). In noordelijk Angola is het gewoonlijk droog en koel van mei tot oktober en nat en heet vanaf van november tot april.

## Bestuurlijke indeling
Angola kent naast de centrale overheid ook andere bestuurslagen, territoriale onderdelen waar regels vastgesteld en/of beslissingen worden genomen over bepaalde gebieden en/of hun bewoners. Het betreft de volgende bestuurslagen:
| centraal niveau                        |                        |                       |
| Republiek Angola - República de Angola | provincies - provincia | gemeenten - município |
| Opmerkingen 1. 2. 3.                   |                        |                       |

Angola is onderverdeeld in achttien provincies, te weten:
| 1. Bengo 2. Benguela 3. Bié 4. Cabinda 5. Cuando Cubango 6. Cuanza Norte 7. Cuanza Sul 8. Cunene 9. Huambo |  | 1. Huíla 2. Luanda 3. Lunda Norte 4. Lunda Sul 5. Malanje 6. Moxico 7. Namibe 8. Uíge 9. Zaire |

## Bevolking

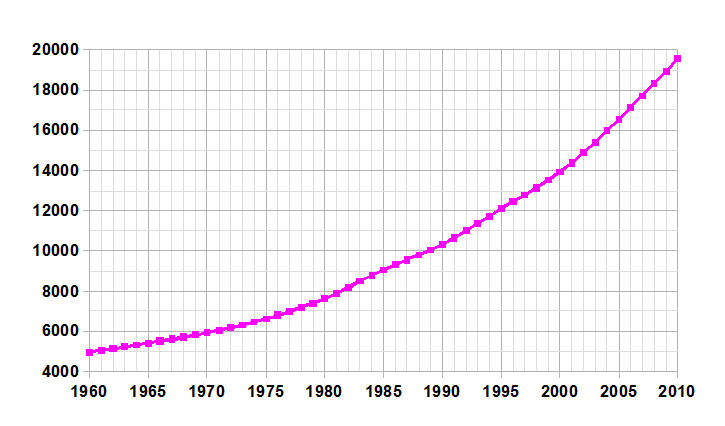
Bevolkingsontwikkeling

In 2014 werd sinds lange tijd een volkstelling gehouden. Er werden 25,8 miljoen inwoners geteld, waarvan 52% vrouw. Iets minder dan twee derde van de bevolking woonde in stedelijke gebieden en 37% was woonachtig op het platteland. De provincie Luanda had met 7 miljoen mensen de meeste inwoners. De bevolkingspiramide heeft een brede basis, in 2014 was bijna de helft van de bevolking jonger dan 15 jaar. Slechts 2,4% van de bevolking was ouder dan 65 jaar. De gemiddelde leeftijd van de totale bevolking was 20,6 jaar in 2014.
Angola is dunbevolkt: de bevolkingsdichtheid is volgens de volkstelling (2014) 20,7 mensen per vierkante kilometer. Vooral op het droge zandland en in het oosten leven erg weinig mensen. Door oorlog en ziekte zijn sinds de onafhankelijkheid veel mensen omgekomen. Toch is de bevolkingsgroei hoog; net als in vele andere Afrikaanse landen heeft Angola een hoog geboortecijfer. Ook is het sterftecijfer hoog, waardoor de bevolking minder hard groeit dan in sommige andere landen. De levensverwachting in Angola behoort tot een der laagste ter wereld, deze is voor vrouwen 63,7 jaar en voor mannen 58,1 jaar.

### Etnische groepen

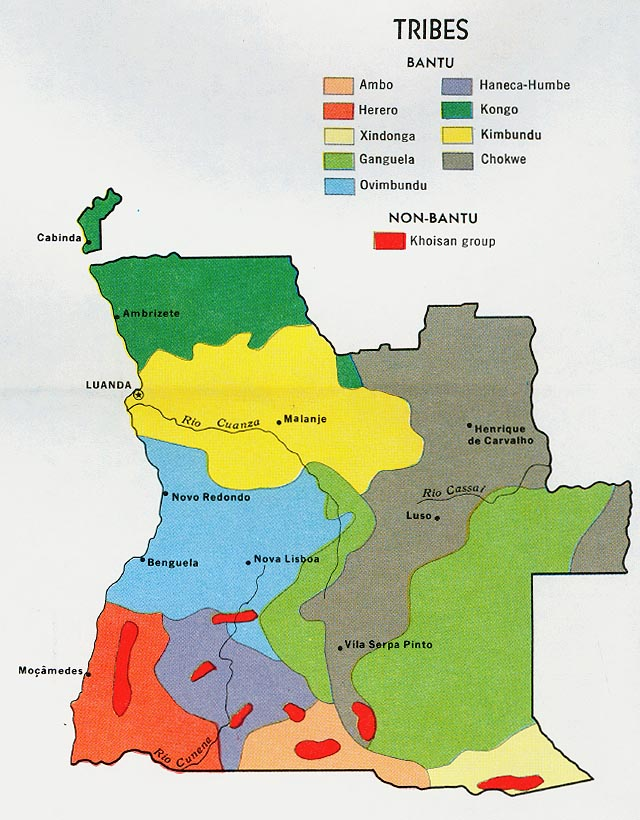
Etnische groepen (1970)

Angola kent verschillende etnische groepen met een eigen geschiedenis, cultuur en godsdiensten.
De Ovimbundu is de grootste etnische groep, gevolgd door de Mbundu en de Bakongo. De Ovimbundu wonen voornamelijk op het Biéplateau, maar velen zijn naar de steden Lobito en Luanda getrokken. De Mbundu zijn vooral vertegenwoordigd in Luanda en de Malanje-hoogvlakte. De Bakongo wonen voornamelijk in het uiterste noorden van het land. Tevens zijn er de mestiços, mensen die deels van Europese en deels van Afrikaanse afkomst zijn. Voor de onafhankelijkheid was er ook een invloedrijke minderheid van Europeanen; na de onafhankelijkheid van Portugal hebben echter veel Europeanen Angola verlaten.

### Godsdienst

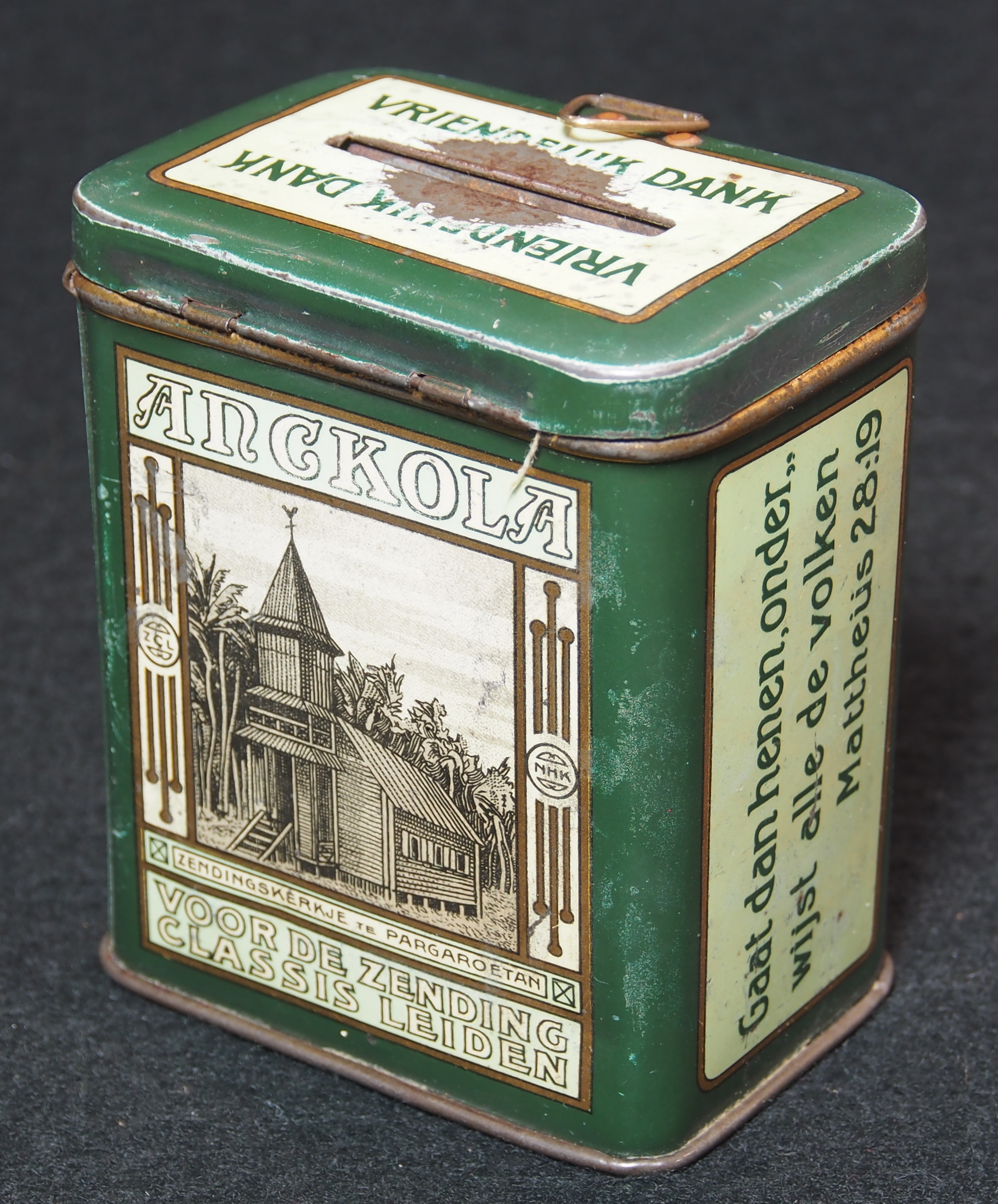
Collecteblik van de Christelijke zending

Het christendom is met ca. 79% de belangrijkste godsdienst in Angola (41% katholieken en 38% protestanten). Sinds de eerste contacten met de Portugezen werden veel mensen uit de verschillende Angolese volkeren door de eeuwen heen gekerstend (mede door de arbeid van de missionarissen en zendelingen). 12% van de bevolking is niet gelovig en minder dan 9% heeft een andere godsdienst, waarvan minder dan 1% de islam aanhangt.
De Katholieke Kerk in Angola vormt samen met de Kerk in Sao Tomé en Principe drie kerkprovincies met 17 bisdommen, waarvan drie aartsbisdommen: Huambo, Luanda en Lubango.

### Taal
Ongeveer 95% van de bevolking is van Afrikaanse afkomst. Een meerderheid van de bevolking spreekt wel Portugees. Ongeveer 20% spreekt een inheemse Bantoetaal, als tweede taal met Portugees als eerste en ongeveer 40% spreekt een Bantoetaal als moedertaal en Portugees als tweede taal.
Portugees is mede hierdoor de enige officiële taal in Angola. Kongo, Chokwe, Umbundu, Kimbundu zijn erkend als "nationale" talen. Onder immigranten wordt ook Engels en Chinees gesproken.

### Grootste steden
De tien grootste steden van Angola waren volgens de laatste volkstelling van 1970 en een schatting voor 2009:
| Plaats    | Inwoners 1970 | Inwoners 2009         |
| --------- | ------------- | --------------------- |
| Luanda    | 475.328       | 5.000.000 / 7.000.000 |
| Cabinda   | 21.124        | 377.931               |
| Huambo    | 61.885        | 333.387               |
| Lubango   | 31.674        | 250.921               |
| Kuito     | 18.941        | 180.764               |
| Malanje   | 31.599        | 156.829               |
| Lobito    | 59.528        | 145.652               |
| Benguela  | 40.996        | 131.281               |
| Uíge      | 11.972        | 116.751               |
| Moçâmedes | 12.076        | 89.442                |

## Cultuur
Angola is een land met vele kleine cultuurtradities, maar de oorsprong ligt in de Centraal-Afrikaanse Bantoetraditie, net als in de omliggende landen. Familiebanden zijn zeer belangrijk voor Angolezen. Polygamie, voorouderverering en duiveluitdrijvingen zijn veelvoorkomende culturele elementen. In de steden heeft de traditionele cultuur plaatsgemaakt voor een meer Westerse cultuur.
In de kunst van Angola wordt veel gebruikgemaakt van hout. Vooral de houten beeldhouwwerken zijn bekend. Muziek en dans zijn belangrijke andere kunsten.
Op sportgebied zijn voetbal en basketbal allesoverheersend. De nationale basketbalploeg is sinds jaren de sterkste in Afrika. Beide sporten worden door mensen uit het hele sociale spectrum gespeeld en vele jonge voetballers dromen van een succesvolle carrière als professional.
Op muzikaal gebied heeft Angola een grote invloed op vooral andere Portugeestalige Afrikaanse landen. Angola is het geboorteland van de muziekgenres Kizomba en Kuduro. De genres zijn ook wel bekend als Angolazouk.

## Economie
De handel in slaven was een belangrijke economische activiteit in het land na de ontdekking door de Nederlanders en de Portugezen. Portugal was in 1836 laat met het officieel afschaffen van de slavernij en nog later met een goede naleving hiervan. Na Brits militair ingrijpen kwam de handel echt tot een einde toen in 1888 de slavernij in Brazilië werd afgeschaft. De landbouw was het meest belangrijk, maar er werd nooit voldoende voedsel geproduceerd om de bevolking goed te voeden. Aan het begin van de 20e eeuw werden diamanten in de grond ontdekt en dit leidde tot de oprichting van Companhia de Diamantes de Angola. De diamantindustrie was tot de Tweede Wereldoorlog de belangrijkste bron van inkomsten. Na de oorlog begon Portugal ernst te maken met de ontwikkeling van het land, maar door geldgebrek en de omvang van Angola bleef het effect hiervan beperkt. In 1955 werd voor het eerst aardolie aangetroffen en in 1973 verdrong olie de diamanten als belangrijkste activiteit. Bij de onafhankelijkheid van Angola vertrokken veel Portugezen en vernielden hun bezittingen, er was verder geen Angolees kader om hun vertrek op te vangen. De economische terugloop werd versterkt door de burgeroorlog en het overheidsbeleid bestond uit nationalisatie en collectivisatie volgens het sovjet economische model.
Angola was in het decennium van 2000 het snelst groeiende land ter wereld volgens The Economist, met een gemiddelde jaarlijkse groei van 11,1%, gevolgd door de Volksrepubliek China. Tijdens de oorlogsjaren waren olie en diamanten de belangrijkste bronnen van inkomsten voor de regering en de oppositie. Door de wereldcrisis kreeg Angola door het gebrek aan diversificatie en de dalende olie-inkomsten ook een ernstig lagere groei tussen 2009 en 2011, sindsdien probeert de regering de economie te diversificeren, door bijvoorbeeld het programma Angola Investe en steun aan projecten zoals Casa Feliz en Meña. De economische groei bedroeg 3,8% in 2015.
Angola is met Nigeria het enige olieproducerende land in Midden- en Zuid-Afrika. In 1955 werd in de Kwanzavallei voor de eerste keer olie aangeboord. De olie werd gewonnen door een joint venture van de koloniale overheid en Petrofina, toen nog een Belgische oliemaatschappij. Er werd een bescheiden raffinaderij gebouwd met een capaciteit van 35.000 vaten per dag bij de hoofdstad Luanda. De olie-industrie kwam pas echt op gang na de ontdekking van olie in Cabinda, zowel op land als voor de ondiepe kust eind jaren vijftig. De concessie werd verleend aan de Cabinda Gulf Oil Company, het huidige Chevron en de oliestroom kwam toen goed op gang. In 1973 was de exportopbrengst van olie groter dan die van koffie, die jaren het top exportproduct van het land was geweest. In 1976 richtte de overheid de Sociedada Nacional de Combustiveis de Angola, de nationale oliemaatschappij beter bekend onder de naam Sonangol. Sonangol heeft nu aandelenbelangen in alle olievelden in Angola. De zoektocht naar olie werd succesvol uitgebreid in de zuidelijke richting langs de kust van Angola en ook in steeds dieper water. De meeste olie bereikt niet het vasteland van Angola en wordt direct in tankers geëxporteerd. De integratie met de rest van de economie is daardoor zeer beperkt. In 2007 werd Angola lid van de Organisatie van olie-exporterende landen. De aardgasindustrie is nog weinig ontwikkeld, maar in 2013 werd een door Bechtel gebouwde lng-terminal in gebruik genomen nabij de stad Soyo met een productiecapaciteit van 5,2 miljoen ton lng (equivalent aan 6,8 miljard m³ gas) per jaar. De terminal was van april 2014 tot juni 2016 stil komen te liggen vanwege een ongeluk. Olie is veruit de belangrijkste bron van de exportopbrengsten, verder wordt nog vooral diamant uitgevoerd.
Hieronder een figuur met reserve- en productiedata van Angola:
| Jaar | Oliereserves (miljoenen vaten) | Gasreserves (miljarden m³) | Olieproductie (x 1000 vaten per dag) | Olieexport (x 1000 vaten per dag) | Exportwaarde olie (x $ miljard) | Idem totale export (x $ miljard) |
| ---- | ------------------------------ | -------------------------- | ------------------------------------ | --------------------------------- | ------------------------------- | -------------------------------- |
| 2005 | 9050                           | 270                        | 1214                                 | 961                               | 22,1                            | 24,1                             |
| 2010 | 9055                           | 275                        | 1758                                 | 1683                              | 49,4                            | 50,6                             |
| 2011 | 9055                           | 275                        | 1618                                 | 1546                              | 65,2                            | 67,3                             |
| 2012 | 9055                           | 275                        | 1704                                 | 1663                              | 69,4                            | 71,1                             |
| 2013 | 9011                           | 275                        | 1701                                 | 1669                              | 66,3                            | 68,2                             |
| 2014 | 9423                           | 308                        | 1654                                 | 1608                              | 57,3                            | 59,2                             |
| 2015 | 9524                           | 316                        | 1767                                 | 1711                              | 31,9                            | 33,2                             |
| 2016 | 9523                           | 440                        | 1722                                 | 1670                              | 25,6                            | 27,6                             |
| 2017 | 8384                           | 422                        | 1632                                 | 1577                              | 31,6                            | 34,5                             |
| 2018 | 8160                           | 383                        | 1473                                 | 1421                              | 37,8                            | 41,9                             |
| 2019 | 7783                           | 343                        | 1373                                 | 1319                              | 32,3                            | 32,9                             |
| 2020 | 7231                           | 301                        | 1272                                 | 1220                              | 18,7                            | 20,7                             |

De belangrijkste economische sector, zeker wat werkgelegenheid betreft, is de landbouw. Toch moeten er grote hoeveelheden voedsel worden ingevoerd, wegens de discontinuïteit van de productie als gevolg van de voortdurende burgeroorlog. Alle productietakken hebben sinds 1975 onder het conflict geleden. Koffie en suikerriet zijn de belangrijkste marktgewassen. Cassave, graan, sisal, katoen, tabak en bananen worden ook verbouwd. Daarnaast is voor de havensteden de visserij een belangrijke inkomstenbron. In het savannegebied wordt vee, in het bijzonder rundvee, schapen, geiten en varkens, gefokt.
Angola heeft grote minerale rijkdommen en er wordt hydro-elektrische energie opgewekt (zie Geografie). Toch is olie, dat voornamelijk voor de kust gevonden wordt, de meest winstgevende grondstof: de inkomsten uit deze grondstof vertegenwoordigen ongeveer de helft van het bbp van het land. De opbrengsten van de olie hebben echter weinig effect op de economische situatie van het land of op het dagelijkse leven van de Angolezen, omdat reusachtige sommen geld zijn besteed aan strijdkrachten of verloren zijn gegaan als gevolg van overheidscorruptie.
Diamantmijnbouw is een andere belangrijkste industrie. Tussen 2015 en 2018 werd er jaarlijks gemiddeld 9 miljoen karaat gewonnen met een waarde van $ 1,15 miljard. De diamantwinning is in handen van Catoca. Tevens wordt er aardgas, koper, ijzererts, mangaan, fosfaten, goud, veldspaat, lood, zink, bauxiet en uranium gewonnen. De belangrijkste verwerkende industrieën zijn de metaalindustrie, vlees en visverwerking, brouwerij en de vervaardiging die van cement, tabaksproducten en textielverwerking.
De trans-Afrikaanse spoorweg van Benguela verbindt de mijnen van Congo-Kinshasa en Zambia met het land. De drie grote oost-westspoorwegen waren grotendeels in onbruik geraakt door de oorlog. Maar in de jaren sinds 2010 werden deze drie lijnen hersteld en wordt daar per december 2012 nog aan gewerkt. Angola maakt goede vooruitgang met de renovatie van de 1.344 kilometer lange Benguela-spoorweg die de koperproducerende provincies van de Democratische Republiek Congo en Zambia verbindt met de haven van Lobito. Angola heeft $ 1,9 miljard geïnvesteerd om de spoorlijn te herstellen en in februari 2015 werd de lijn officieel geopend. De capaciteit zal naar verwachting 2 miljoen ton goederen en 20 miljoen passagiers per jaar zijn. Koperproducenten krijgen hierdoor sneller toegang tot Europese en Amerikaanse markten via de Atlantische Oceaan. Het wegennet en het communicatiesysteem waren ook beïnvloed door de internationale burgeroorlog.
Luanda en Lobito zijn de belangrijkste scheepshavens van het land. De belangrijkste handelspartners van Angola zijn de Verenigde Staten, Portugal en Brazilië. De Volksrepubliek China koopt ongeveer de helft van de Angolese olieexport.
Angola is een van de meest corrupte landen ter wereld. In 2016 stond het land op de 164e plaats van de in totaal 176 landen die Transparency International in kaart heeft gebracht.

### Energievoorziening
In 2014 produceerde het land 94 miljoen ton olie-equivalent (Mtoe), voor 91% ruwe olie. Dat was veel meer dan nodig voor de energievoorziening, het TPES (total primary energy supply): 15 Mtoe. Het land exporteerde 79 Mtoe fossiele brandstof meer dan het importeerde.
Van de energie ging ongeveer 3 Mtoe verloren bij conversie in de energie industrie. Voor eindgebruikers resteerde 11 Mtoe waarvan 0,7 Mtoe = 8 TWh elektriciteit die voor 53% met waterkracht opgewekt werd. De uitstoot van koolstofdioxide was 19 megaton, dat is 0,8 ton per persoon, veel minder dan het wereldgemiddelde 4,5 ton per persoon.

## Staatsinrichting
Angola is een presidentiële republiek met een meerpartijenstelsel. Dominerende partij is sinds de onafhankelijkheid in 1975 de MPLA (zie hieronder). Van 1975 tot 1991 was de MPLA de enige toegestane politieke partij en was het land een volksrepubliek die zich oriënteerde op het Oostblok.
De president van de republiek mag volgens de grondwet maximaal twee aaneengesloten termijnen van elk vijf jaar het ambt van staatshoofd bekleden. De huidige president is João Lourenço (sinds 2017). De plaatsvervanger van de president is de vicepresident (v.a. 2017: Bornito de Sousa). Dit ambt werd in 2010 ingesteld, hetzelfde jaar waarin het ambt van minister-president werd opgeheven.
Angola kent een eenkamerparlement, de Nationale Vergadering (Assembleia Nacional) die bestaat uit 220 leden waarvan er 120 gekozen worden op basis van het stelsel van evenredige vertegenwoordiging en de overige 90 worden gekozen op basis van een districtenstelsel (5 afgevaardigden per provincie). Verkiezingen worden om de vijf jaar gehouden. Fernando da Piedade Dias dos Santos, eertijds premier en vicepresident, dient sinds 2017 als voorzitter van de Nationale Vergadering.
Wetgevende, uitvoerende en gerechtelijke macht zijn in Angola gescheiden.

## Politieke situatie
In 2002, na de dood van Unitaleider Jonas Savimbi, werd een staakt-het-vuren bereikt, en sindsdien worden pogingen gedaan tot wederopbouw van het land. MPLA en Unita zijn een ontwerp voor een nieuwe grondwet overeengekomen, en hoewel de Unita nog niet volledig ontwapend is, en zich nog met diamantsmokkel bezighoudt, zijn de VN-sancties tegen Unita opgeheven.
Nadat eenpartijstelsels in de meeste Afrikaanse landen hadden afgedaan, voerde president Dos Santos in 1991 een meerpartijenstelsel in. Het ambt van premier, afgeschaft in 1977, werd in 1991 opnieuw ingevoerd. Bij de verkiezingen die sindsdien gehouden worden komt de MPLA-PT altijd als grootste partij uit de bus. In de huidige grondwet, uitgevaardigd in 2010, is het premierschap echter weer afgeschaft en daarvoor in de plaats is er een vicepresident aangesteld. Ook is het nu niet meer mogelijk de president direct te kiezen, maar wordt deze post vervuld door de leider van de partij met het grootste deel van de stemmen.
Belangrijke problemen die het land momenteel het hoofd moet bieden, zijn de terugkeer van vluchtelingen, de herintegratie van Unitarebellen in de bevolking en de vermindering van de eenzijdige economische afhankelijkheid van aardolie.
Sedert september 2017 is João Lourenço president van Angola. Hij volgde José Eduardo dos Santos op, die 38 jaar aan de macht was.

### Belangrijkste politieke partijen
- FDA – Foro Democrático Angolano
- FNLA – Frente Nacional da Libertação de Angola
- CASA-CE – Convergência Ampla da Salvação de Angola
- MPLA – Movimento Popular de Libertação de Angola
- PAJOCA – Partido Angolano da Juventude Operária
- PRD – Partido Renovador Democrático
- PRS – Partido de Renovação Social
- TRD – Tendência de Reflexão Democrática
- UNITA – União Nacional para a Independência Total
- UNITA-Renovada

## Bekende Angolezen
- Oud-regeringsleider: Fernando da Piedade Dias dos Santos
- Oud-Unitaleider: Jonas Savimbi
- Politici: José Eduardo dos Santos
- Schrijver: Pepetela
- Eerste president van Angola, schrijver en dichter dr. António Agostinho Neto
- Voetballers: Nando Rafael, Pedro Mantorras, Clinton Mata